# Südostasienspiele 1961/Badminton – Damendoppel
Titelträger im Badminton wurden bei den Südostasienspielen 1961 in Rangun in fünf Einzel- und zwei Mannschaftsdisziplinen ermittelt. Die Spiele fanden vom 11. bis zum 16. Dezember 1961 statt. Folgend die Ergebnisse im Damendoppel.

## Ergebnisse
| Platz | Team                           | Pld | W | L | MF | MA | MD | GF | GA | GD | PF | PA | PD  | Pts | Ergebnis |
| ----- | ------------------------------ | --- | - | - | -- | -- | -- | -- | -- | -- | -- | -- | --- | --- | -------- |
| 1     | Sumol Chanklum Pankae Phongarn | 2   | 2 | 0 | 0  | 0  | 0  | 4  | 0  | +4 | 71 | 30 | +41 | 2   | Gold     |
| 2     | Tan Gaik Bee Jean Moey         | 2   | 1 | 1 | 0  | 0  | 0  | 2  | 2  | 0  | 49 | 43 | +6  | 1   | Silber   |
| 3     | Ma Thin Wa Pamela Fink         | 2   | 0 | 2 | 0  | 0  | 0  | 0  | 4  | −4 | 3  | 40 | −37 | 0   | Bronze   |

| Datum        | Zeit  | Spieler 1                      | Resultat | Spieler 2              | Satz 1 | Satz 2 | Satz 3 |
| ------------ | ----- | ------------------------------ | -------- | ---------------------- | ------ | ------ | ------ |
| 13. Dezember | 18:30 | Sumol Chanklum Pankae Phongarn | 2–0      | Tan Gaik Bee Jean Moey | 11–15  | 15–2   | 15–12  |
| 13. Dezember | 19:00 | Ma Thin Wa Pamela Fink         | 0–2      | Tan Gaik Bee Jean Moey | 1–15   | 1–15   |        |
| 14. Dezember | 18:00 | Sumol Chanklum Pankae Phongarn | 2–0      | Ma Thin Wa Pamela Fink | 15–0   | 15–1   |        |